# Floorball Deutschland Pokal 2019/20 (Frauen)
Der Floorball Deutschland Pokal 2019/20 der Frauen war die neunte Spielzeit des Floorball Deutschland Pokals. Diese Saison nahmen 16 Mannschaften teil.
Der MFBC Leipzig/Grimma ging als Titelverteidiger in den Wettbewerb. Aufgrund der Corona-Pandemie wurde vor der Pokal bzw. das Final4 ohne Sieger abgebrochen.

## Teilnehmer
| Bundesliga | Sonstige |
| Dümptener Füchse ETV Lady Piranhhas Hamburg MFBC Leipzig/Grimma Red Devils Wernigerode SSF Dragons Bonn UHC Sparkasse Weißenfels | Blau-Weiß Schenefeld FC Stern München Floorball Mainz Förde Deerns Hannover 96 SG Berlin SG Sedelsberg/Nordenham TSG Erlensee TV Eiche Horn Bremen USV TU Dresden |

## Achtelfinale
| 16. November 2019 13:00 Uhr |  | Hannover 96 (nP) | 4:2 (1:1, 0:1, 3:0) Spielbericht | FC Stern München (nP) | Leibnizschule, Hannover Zuschauer: 20 |

| 16. November 2019 14:00 Uhr |  | ETV Lady Piranhhas Hamburg (I) | 9:3 (4:1, 4:1, 1:1) Spielbericht | Red Devils Wernigerode (I) | Sporthalle Hoheluft, Hamburg Zuschauer: 60 |

| 16. November 2019 15:00 Uhr |  | SSF Dragons Bonn (I) | 6:7 (2:5, 1:0, 3:2) Spielbericht | UHC Sparkasse Weißenfels (I) | Sportpark Nord, Bonn Zuschauer: 45 |

| 16. November 2019 15:30 Uhr |  | TV Eiche Horn Bremen (nP) | 3:6 (0:3, 1:2, 2:1) Spielbericht | Dümptener Füchse (I) | Sportzentrum Eiche Horn, Bremen Zuschauer: 130 |

| 16. November 2019 16:00 Uhr |  | Blau-Weiß Schenefeld (nP) | 1:12 (1:5, 0:3, 0:4) Spielbericht | Förde Deerns (nP) | Großsporthalle, Schenefeld Zuschauer: 40 |

| 16. November 2019 16:00 Uhr |  | TSG Erlensee (nP) | 2:13 (0:3, 1:4, 1:6) Spielbericht | MFBC Leipzig/Grimma (I) | Großsporthalle, Erlensee Zuschauer: 103 |

| 16. November 2019 19:00 Uhr |  | Floorball Mainz (nP) | 2:4 (0:3, 1:1, 1:0) Spielbericht | USV TU Dresden (nP) | Sporthalle der Gustav-Stresemann-Wirtschaftsschule, Mainz Zuschauer: 35 |

| 17. November 2019 11:00 Uhr |  | SG Sedelsberg/Nordenham (nP) | 2:3 (2:1, 0:1, 0:1) Spielbericht | SG Berlin (nP) | Schulzentrum, Ramsloh Zuschauer: 50 |

## Viertelfinale
| 18. Januar 2020 16:00 Uhr |  | Hannover 96 (nP) | 9:10 n. V. (1:2, 4:6, 4:1, 0:1) Spielbericht | MFBC Leipzig/Grimma (I) | Leibnizschule, Hannover Zuschauer: 30 |

| 19. Januar 2020 14:00 Uhr |  | Förde Deerns (nP) | 5:8 (2:5, 2:1, 1:2) Spielbericht | UHC Sparkasse Weißenfels (I) | Schulzentrum, Gettorf Zuschauer: 71 |

| 19. Januar 2020 15:00 Uhr |  | USV TU Dresden (nP) | 2:5 (1:1, 1:2, 0:2) Spielbericht | ETV Lady Piranhhas Hamburg (I) | 121. Oberschule, Dresden Zuschauer: 50 |

| 19. Januar 2020 16:00 Uhr |  | SG Berlin (nP) | 2:11 (1:3, 1:5, 0:3) Spielbericht | Dümptener Füchse (I) | Havelland-Grundschule, Berlin Zuschauer: 75 |

## Final 4
Das Final4 sollte in der Max-Schmeling-Halle, Berlin ausgetragen werden.

### Halbfinale
| 21. März 2020 11:45 Uhr |  | MFBC Leipzig/Grimma (I) | nicht stattgefunden | UHC Sparkasse Weißenfels (I) | Max-Schmeling-Halle, Berlin |

| 21. März 2020 14:30 Uhr |  | Dümptener Füchse (I) | nicht stattgefunden | ETV Lady Piranhhas Hamburg (I) | Max-Schmeling-Halle, Berlin |

### Finale
| 22. März 2020 00:00 Uhr |  |  | nicht stattgefunden |  | Max-Schmeling-Halle, Berlin |